# Campbeltown Airport

i7
i11
i13
Der Campbeltown Airport (schottisch-gälisch Port-adhair Cheann Loch Chille Chiarain, IATA-Code: CAL, ICAO-Code: EGEC) ist ein Verkehrsflughafen auf der schottischen Halbinsel Kintyre an der Westküste Schottlands. Der Flughafen liegt nahe der Kleinstadt Campbeltown, er entstand auf dem Gelände des früheren Militärflugplatz Royal Air Force Station Machrihanish, kurz RAF Machrihanish.

## Geschichte
Der Flughafen wurde ursprünglich im Sommer 1918 in der Endphase des Ersten Weltkrieges als Ausweichplatz für den Royal-Navy-Luftschiffhafen Luce Bay eröffnet. Die 272. Staffel der 1918 neuaufgestellten Royal Air Force nutzte den Platz bis Ende 1918, als die Einrichtung bereits wieder geschlossen wurde.
Zu Beginn des Zweiten Weltkrieges wurde der Platz reaktiviert, erster Nutzer war die 772. Squadron des Fleet Air Arm, eine U-Jagd-Staffel inklusive zugehöriger Ausbildungseinrichtung. Weitere Marineschulstaffeln wie die 776. und 768. Squadron lagen hier später längere Zeit, hinzu kamen für jeweils kürzere Zeiträume eine Vielzahl verschiedener Einsatzstaffeln.
Während des Kalten Krieges wurde RAF Machrihanish ein wichtiger NATO-Flugplatz für Patrouillen- und Aufklärungsflüge über dem Nordatlantik. Auch als Zwischenlandeplatz transatlantischer Flugzeugverlegungen kam die Station zur Verwendung. Anfang der 1960er Jahre entstand eine gut 3 km lange Hauptlandebahn, die später ggf. auch als Notlandeplatz für die amerikanischen Raumfähren hätte dienen können. In der Endphase des Kalten Krieges und den Jahren danach (bis 1995) war hier ein Seal-Team des United States Naval Special Warfare Commands beheimatet. Die Station erhält in Folge ab 1997 einen Reservestatus als Einrichtung des Verteidigungsministeriums und konnte ab diesem Zeitpunkt auch zivil genutzt werden. Sie wurde schließlich 2012 verkauft.
Heute ist nur noch ein Teil der Anfang der 1960er Jahre gebauten, 3049 m langen Start- und Landebahn offiziell in Nutzung.

## Zwischenfälle
- Am 15. März 2005 wurde eine Britten-Norman BN-2B-26 Islander der britischen Loganair (Luftfahrzeugkennzeichen G-BOMG) im Anflug auf den Flughafen Campbeltown bei schlechtem Wetter unter die vorgeschriebene Mindestsinkflughöhe geflogen. Die Maschine zerbrach beim Aufprall und versank 14 Kilometer westnordwestlich des Zielflugplatzes im Meer. Beide Insassen, der Pilot und der Passagier, wurden getötet. Beitragende Faktoren zu diesem CFIT (Controlled flight into terrain) waren Übermüdung, fehlende fliegerische Übung während der vorherigen 32 Tage und Überlastung des einzigen Piloten an Bord.[4]